# Primm, Nevada
Primm är en by i Nevada, USA, belägen 64 km söder om Las Vegas. Orten fick sitt namn efter Ernest Jay Primm.
Byns befolkning arbetar till stor del på de tre kasinon som byggdes på 1970-talet.
1957 byggdes motorvägen Interstate 15 som går genom byn. En ny flygplats (Ivanpah Valley Airport) och en ny järnväg (via Kalifornien-Nevada Interstate Maglev-projektet) planeras att byggas i anslutning till byn. Primm har blivit en viktig knutpunkt mellan Kalifornien och Nevada.

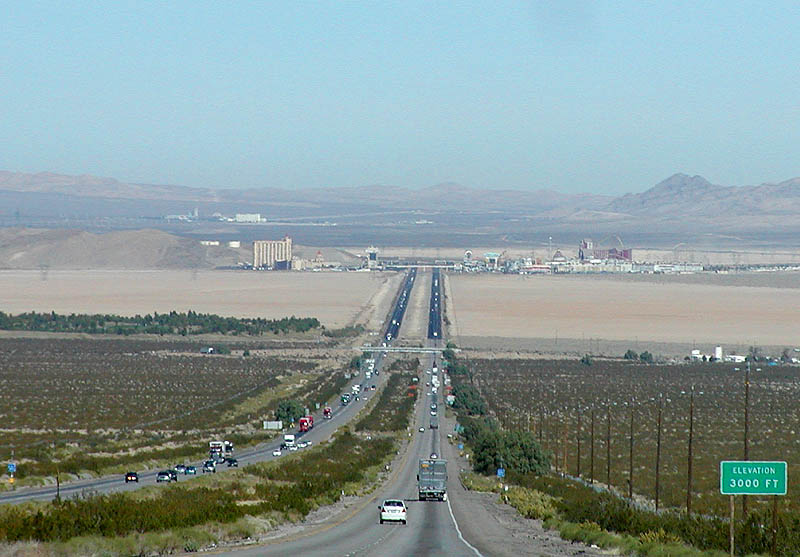
Interstate 15 går rak igenom Primm med Kasino på båda sidor vägen.
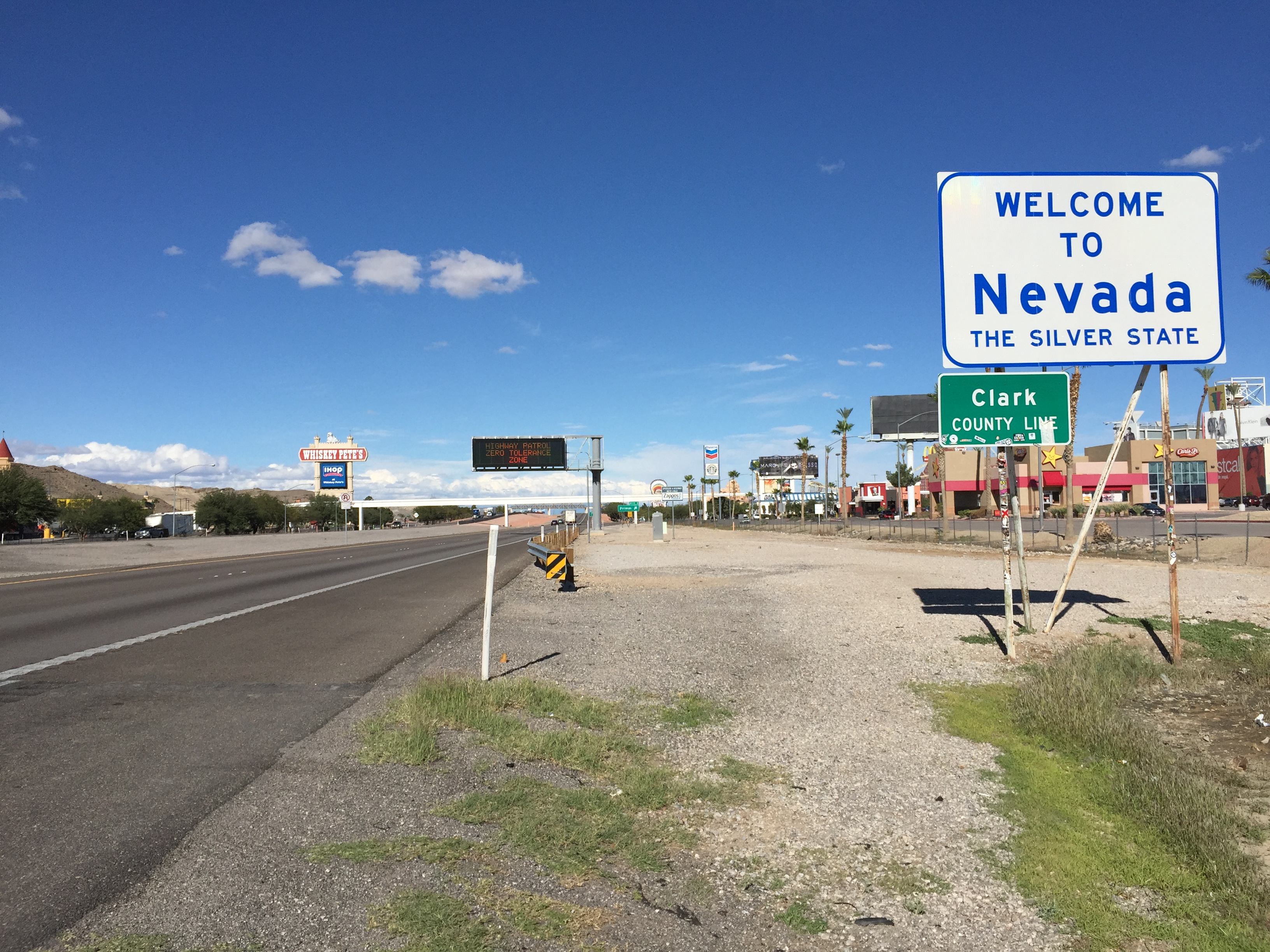
Byn ligger på gränsen mellan Kalifornien och Nevada.

## Populärkultur
I spelet Fallout: New Vegas finns en stad som är en postapokalyptisk och retro-futuristisk version av Primm.